# Llibertat Ródenas i Domínguez
Llibertat Ródenas i Domínguez (Xera, Serrans, 23 de setembre de 1892 (o 1891 o 1893) - Mèxic, 19 de gener de 1970) fou una sindicalista valenciana d'ideologia anarquista.

## Biografia
Llibertat Ródenas, que era filla de pare republicà i anticlerical, Custodi Ròdenas, fou coneguda per la seva activitat política. Instal·lada la família a València, estudià en una escola laica. El 1918 la família es traslladà a Barcelona i ella es va posar a treballar com a fotògrafa i modista.
Assistint a mítings polítics aviat es va donar a conèixer i destacà per la seva oratòria propagandística. Ingressà en la CNT i participà en el Congrés de Sants. El 1919 va fer campanyes arreu de Catalunya (amb Josep Viadiu i Felip Barjau) i al País Valencià (amb Eusebi Carbó) donant a conèixer la filosofia i l'organització dels Sindicats Únics.
L'any 1920 fou empresonada a Manresa durant tres mesos, i tornà a ser empresonada poc després a Guadalajara perquè denuncià públicament els abusos i el terror que el general Martínez Anido estava imposant a Barcelona. En aquells anys es va unir sentimentalment a Josep Viadiu, amb qui tindria tres fills. Ródenas, que participà en comitès d'ajuda als presos, va criticar durament la llei de fugues, que s'havia convertit en una forma d'eliminar impunement persones conflictives per al règim. A partir de l'any 1931 va fer una campanya molt activa a favor de la FAI.
Quan esclatà la guerra l'any 1936 s'enrolà a la columna Durruti i anà a combatre al Front d'Aragó amb dos mil voluntaris de la CNT i la FAI. Allà fou responsable de l'evacuació de nens i nenes aragonesos. Però després del conflictes interns dins el bàndol republicà es militaritzà l'exèrcit, i una de les primeres mesures que es prengueren fou la d'excloure les dones del front. Així, la imatge de la miliciana fou bandejada dels cartells propagandístics i al seu lloc van aparèixer imatges de dones dedicades a tasques d'assistència social, a la rereguarda. Aquest rebuig motivà la seva entrada al col·lectiu pioner «Mujeres libres», que combinava la lluita llibertària amb la feminista, per tal com creia que la renovació dels rols de gènere passava per l'educació. Participà activament en les tasques d'alfabetització i formació especialitzada del Casal de la Dona Treballadora, on assistien a classe entre 600 i 800 dones.
Després de la guerra, al 1939, s'exilià a França, després a Santo Domingo i finalment s'establí a Mèxic. Llibertat Ródenas, que havia enviat els seus tres fills a l'URSS durant la guerra, pogué recuperar el fill petit des de Mèxic. Els altres dos moriren lluitant contra el nazisme al setge de Leningrad amb l'uniforme de l'Exèrcit Roig.

## Reconeixement i memòria
Des de l'abril de 2007, una plaça del districte de Sant Martí de Barcelona porta el seu nom. L'any 2020, amb motiu del cinquantenari de la seva mort, es commemorà l'Any Llibertat Ròdenas. Paral·lelament, l'Institut Català de les Dones en publicà una biografia –Llibertat Ròdenas. Feminista i anarcosindicalista, elaborada per Dolors Marin– i inaugurà una exposició itinerant sobre la seva vida.